# Amherst (Virginie)
Pour les articles homonymes, voir Amherst.
La ville d’Amherst est le siège du comté d'Amherst, dans l’État de Virginie, aux États-Unis. Lors du recensement de 2010, sa population s’élevait à 2 231 habitants.

## Personnalités
- Manning Long (1906-1972), écrivaine de romans policiers, a vécu à Amherst et y est morte.

## Source
- (en) Cet article est partiellement ou en totalité issu de l’article de Wikipédia en anglais intitulé « Amherst, Virginia » (voir la liste des auteurs).